# Afrodite Urânia

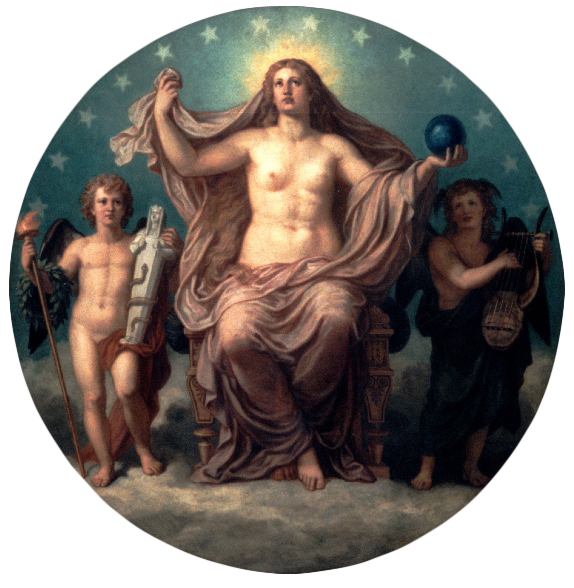

Afrodite Urânia (grego antigo: Οὐρανία, transl. Ouranía) era um epíteto da deusa grega Afrodite ( deusa da fertilidade, do amor, do sexo e do prazer ), que significava "celestial" ou "espiritual", para distingui-la de seu aspecto mais terreno, Afrodite Pandemos, "Afrodite para todas as pessoas".  Os dois termos eram usados (principalmente na literatura) para diferenciar o amor mais "celestial" do corpo e da alma do impulso puramente físico. Platão a representou como uma filha do deus Urano, concebida e parida sem uma mãe. O vinho não era utilizado nas libações dedicadas a ela.  De acordo com Heródoto, os árabes chamavam esses aspecto da deusa de "Alitta" ou "Alilat" (Ἀλίττα ou Ἀλιλάτ).